# Peter Yoshiro Saeki
Peter Yoshiro Saeki (japanisch 佐伯 好郎, Saeki Yoshirō bzw. ピーター・（ヨシロウ・）サエキ, Pītā (Yoshirō) Saeki; * 15. September 1871; † 26. Juni 1965,) war ein japanischer Religionswissenschaftler und Jurist. Er wurde durch seine Theorien zum Nestorianischen Christentum und zur Jüdischen Kultur in Japan bekannt. Außerdem hatte er bedeutenden Anteil an der Stadtplanung des neuen Hiroshima nach dem Atombombenabwurf 1945.

## Leben
Saeki war ein japanischer Christ, der 1890 an der damaligen Tōkyō Seimon Gakkō (Waseda-Universität) sein Studium begann. Im selben Jahr ließ er sich taufen und trat der Anglikanischen Episkopalkirche von Japan bei. 1893 erhielt er seinen Abschluss, reiste in die Vereinigten Staaten und ging dann nach Kanada, um an der University of Toronto Sprachen zu studieren. Dort erhielt er 1895 einen Abschluss. Er kehrte nach Tōkyō zurück, um an der Tōkyō Seimon Gakkō und an der Tokyo French School Englisch zu unterrichten. Später lehrte er an der Höheren Normalschule Tokio (独立女学校), an der Fifth Higher School (Kumamoto), der Tōkyō Kōgyō Daigaku (Technische Hochschule Tokio) und ab 1922 an der Meiji-Universität. Von 1930 bis 1931 hielt er sich zu einem Forschungsaufenthalt in China auf und forschte von 1931 bis 1940 an der Universität Tokio, wo er 1941 einen Doktorgrad erwarb.

## Forschung
Bereits 1904 begann er seine Forschungen zur chinesischen Geschichte und entwickelte sich zu einem Experten der Geschichte des Nestorianismus in China. 1908 veröffentlichte er ein Buch, in dem er die Theorie aufstellte, dass der Hata-Clan, der im 3. Jahrhundert aus Korea nach Japan eingewandert war, in Wirklichkeit ein Jüdisch-Nestorianischer Stamm gewesen sei. Ben Ami-Shillony schreibt, Saekis Arbeiten hätten die "Theorie einer gemeinsamen Abstammung von Japanern und Juden (Nichi-Yu dosoron) in Japan begründet", eine Theorie, die von mehreren christlichen Gruppen weitergetragen wurde. Weitere Versionen dieser Abstammungstheorie wurden zu dieser Zeit von anderen Autoren entwickelt.
1916 veröffentlichte er die Studie The Nestorian Monument in China, eine Analyse der Nestorianischen Stele, eines Denkmals, das die Geschichte der chinesischen Nestorianischen Kirche bis 781 n. Chr. beschreibt. Das Buch fasste die verschiedenen Theorien zu der Stele zusammen. Seine Religions-Theorien wurden beeinflusst von Friedrich Max Müller.

## Hiroshima
Nach dem Zweiten Weltkrieg wurde Saeki zum Bürgermeister von Hatsukaichi (Hiroshima) ernannt. In dieser Zeit war er auch als Berater für den Wiederaufbau von Hiroshima nach der Atombombenexplosion vom 6. August 1945 tätig. Er gab die Anweisung, die Stadt in relativ geringer Fläche, aber gut durchdacht und geplant wieder aufzubauen.

## Ehrungen
1962 erhielt er einen Ehrendoktortitel der Waseda-Universität.

## Werke
- Keikyo hibun kenkyu. The Nestorian monument in China. [1911].
- The Nestorian Monument in China. London:  SPCK 1916, Nachdruck 1928.
- The luminous religion, a study of Nestorian Christianity in China, with a translation of the inscription upon the Nestorian tablet., mit C. E. Couling, London: Carey press 1925.
- Roma ho koyo. 1927.
- Keikyo no kenkyu. Tokyo: Toho Bunka Gakuin Tokyo Kenkyujo—Hatsubaijo Bunkyudo Shoten, Showa 10 [1935]; Nachdr.: Tokyo: Meicho Fukyukai, Showa 53 [1978 & 1980].
- Articles in the Journal of the North China Branch of the Royal Asiatic Society 1932–1936.
- Shina Kirisutokyo no kenkyu. Showa 18-24 [1943-49], 4 vols.
- Nestorian Documents and Relics in China. Tokyo: Toho bunkwa gakuin: The Academy of oriental culture, 1937; 2. ed., Tokyo: Maruzen 1951. Englische Ausgabe von Keikyo no kenkyu.
- Catalogue of the Nestorian literature and relics. Tokyo: Maruzen 1950.
- Chūgoku ni okeru Keikyo suibo no rekishi. Kyoto: Habado Enkei Doshisha Toho Bunka Koza Iinkai, Showa 30 [1955].
- Roma-teikoku Kirisutokyo hogo kitei no kenkyu. 1957.
- Saeki Yoshiro iko narabini den. Showa 45 [1970].